# Туссен, Эрик
Эри́к Туссе́н (фр. Éric Toussaint; род. 1954, Намур, Бельгия) — бельгийский учёный, политический и общественный деятель, одна из ведущих фигур в троцкистском Воссоединённом Четвёртом интернационале и движении за списание нелегитимного государственного долга.

## Биография
Вырос в многонациональном шахтёрском посёлке под Льежем, где его родители работали учителями. В 13-летнем возрасте, уже участвуя в движениях за рабочие права и против войны во Вьетнаме, вступил в профсоюз. В 1968 году участвовал в создании движения школьников, охватившего несколько учебных заведений. В 1970 году вступил в Четвёртый интернационал и участвовал в учреждении его бельгийской секции — Революционной коммунистической лиги, войдя в 16-летнем возрасте в её политбюро наряду с Эрнестом Манделем. Ныне является членом Международного комитета IV Интернационала (с 1980 года) и лидером его бельгийской секции — Революционной коммунистической лиги/Социалистической рабочей партии.
Помимо политической деятельности, активно участвовал в профсоюзной (во Всеобщей федерации труда Бельгии). Участвовал в забастовках и протестах учителей, студентов, металлургов, работников бюджетных сфер, а также в акциях международной солидарности — со странами «третьего мира», Сандинистской революцией в Никарагуа в 1979 году, борьбой польского профсоюза «Солидарность» в 1980-х годах, всеобщей забастовкой британских шахтёров в 1984-1985 годах, движением на площади Тяньаньмэнь, а также против блокады Кубы и оккупации Палестины.
Между 1975 и 1994 годами преподавал историю и другие предметы в общеобразовательных и профессионально-технических учреждениях Льежа. В 1980-1994 годах также вёл курсы экономики в Фонде Андре Рено — профсоюзной школе Всеобщей федерации труда Бельгии. Ныне профессор в Университете Льежа и Университете Париж-8, где получил докторат в 2004 году. 
Активный участник альтерглобалистского движения, входит в состав Научного совета АТТАК—Франция, научной сети АТТАК—Бельгия и Международного совета Всемирного социального форума (был одним из инициаторов созывов социальных форумов с 2001 года). Участвует в работе Международного института исследований и образования.
Автор ряда многочисленных по истории Латинской Америки и мировой политической экономии, содержащих критику мировых финансовых институтов (МВФ и Всемирного банка) и разработку альтернатив неолиберальному капитализму. 

## Краткое описание деятельности
Экономист и историк, он имеет докторскую степень в области политических наук, но начинал как спортивный журналист (писал для бельгийской газеты обзоры футбольных матчей, хотя не был поклонником футбола из-за его коммерциализации). 
Туссен является учредителем и председателем Комитета по списанию нелегитимных долгов (CADTM, ранее носил название Комитет по списанию долгов странам «третьего мира») — международной сети организаций (со штаб-квартирой в Бельгии), содействующей общественным движениям и правительствам добиваться пересмотра международных кредитных соглашений в случае нелегитимного, одиозного или непосильного долга. 
Был советником ряда правительств в вопросах внешнего долга. Так, в 2003 году он консультировал правительство ФРЕТИЛИН в получившем независимость Тимор-Лешти по вопросам взаимоотношений с МВФ и Всемирным банком. В 2005 и 2008 годах по приглашению Экономической комиссии Африканского союза представил предложения по аннулированию нелегитимного долга африканских стран. В 2010 году выступал в ООН с оценкой достигнутого прогресса в реализации программы «Цели тысячелетия».
Входил в комиссии по аудиту внешнего долга — как гражданские (созданные в условиях текущего мирового экономического кризиса и европейского кризиса суверенного долга в Греции, Португалии, Испании, Франции, Бельгии), так и официальные (в Эквадоре, Аргентине и Греции). В Эквадоре с 2007 года его предложения использовались левым правительством Рафаэля Корреа для освобождения от долговой зависимости, а также в переговорах об учреждении альтеративного «Банка Юга». Услугами Туссена пользовались и другие правительства «левее центра» в Латинской Америке. В 2008 году его привлекал к сотрудничеству президент Парагвая Фернандо Луго и министр экономического развития и планирования Венесуэлы. В 2011 году он давал советы бразильской парламентской комиссии по долгу, а в 2013 году — экономической комиссии. В 2014 году по приглашению парламентского большинства Аргентины помог учредить комиссию по аудиту государственного долга страны.
В 2012 и 2013 году Туссен привлекался лидером греческой Коалиции радикальных левых (СИРИЗА) Алексисом Ципрасом к обсуждению долгового кризиса в Греции; его наработки нашли отражение в партийной программе. Когда в 2015 году эта партия пришла к власти, новый спикер парламента Зои Константопулу назначила Туссена научным координатором Комиссии правды о греческом государственном долге, включавшей 15 иностранных специалистов из 10 стран, греческих специалистов и представителей различных слоёв общества. Заседания комиссии транслировалась в прямом эфире государственным телевидением и рядом частных каналов. Однако выводы комиссии так и не были использованы правительством Ципраса в переговорах с кредиторами.

### На английском
- (2015) Bankocracy, Resistance Books, the IIRE and the CADTM, London, 2015 http://resistancebooks.org/product/bankocracy-by-eric-toussaint/
- (2014) The Life and Crimes of an Exemplary Man, CADTM, Liege, Belgium, 2014 (available on free download here)
- (2012) Glance in the Rear View Mirror. Neoliberal Ideology From its Origins to the Present, Haymarket books, Chicago, 2012 (see here)
- (2009) A diagnosis of emerging global crisis and alternatives, VAK, Bombay, 2009
- (2008) The World Bank – A Critical Primer, Between the lines, Toronto/Pluto Press, London/David Philips Publisher, Cape Town/CADTM, Liège, 2008
- (2007) A Diagnosis of Emerging Global Crisis and Alternatives, Vikas Adhyayan Kendra, Mumbai, 2007
- (2007) Bank of the South. An alternative to IMF-World Bank, Vikas Adhyayan Kendra, Mumbai, 2007 (available on free download here)
- (2007) The World Bank, a never ending Coup d’Etat, Vikas Adhyayan Kendra, Mumbai, 2007
- (2005) Your Money or our Life. The Tyranny of the Global Finance, Vikas Adhyayan Kendra, Mumbai & Haymarket, Chicago, 2005
- (2004) Globalisation : Reality, Resistance and Alternative, Vikas Adhyayan Kendra, Mumbai, 2004

В соавторстве с Дамьеном Милье (Damien Millet)
- (2012) The Debt Crisis: From Europe to Where?, VAK, Bombay, 2012 (see here)
- (2010) Debt, the IMF, and the World Bank, Sixty Questions, Sixty Answers, Monthly Review Press, New York, 2010
- (2005) Tsunamis Aid or Debt Cancellation, Vikas Adhyayan Kendra, Mumbai, 2005
- (2004) Who owes Who ? 50 Questions about the World Debt, University Press, Dhaka; White Lotus Co. Ltd, Bangkok; Fernwood publishing Ltd, Nova Scotia; Books for Change, Bangalore; SIRD, Kuala Lumpur; David Philip, Cape Town; Zed Books, London, 2004
- (2003) The Debt Scam. IMF, World Bank and Third World Debt, Vikas Adhyayan Kendra, Mumbai, 2003

### На французском
- Banque du Sud et nouvelle crise internationale. — CADTM—Syllepse, Liège—Paris, 2008
- Banque mondiale: le Coup d’Etat permanent. L’Agenda caché du Consensus de Washington. — CADTM—Syllepse—Cetim, Liège—Paris—Genève, 2006
- Les Tsunamis de la dette. — CADTM—Syllepse, Liège—Paris, 2005 (в соавторстве с Дамьеном Милье)
- La Finance contre les peuples. La Bourse ou la vie. — CADTM—Syllepse—Cetim, Liège—Paris—Genève, 2004
- 50 questions 50 réponses sur la dette, le FMI et la Banque mondiale. — CADTM—Syllepse, Liège—Paris, 2002 (в соавторстве с Дамьеном Милье)
- Sortir de l’impasse. — CADTM—Syllepse, Liège—Paris, 2002 (в соавторстве с Arnaud Zacharie)
- Cuba: le pas suspendu de la révolution. — Editions du Cerisier, Cuesmes-Mons, 2001 (в соавторстве с Yannick Bovy)
- Afrique: abolir la dette pour libérer le développement. — CADTM—Syllepse, Liège—Paris, 2001 (в соавторстве с Arnaud Zacharie)
- Le Bateau ivre de la mondialisation. — CADTM—Syllepse, Liège—Paris, 2000 (в соавторстве с Arnaud Zacharie)
- La Bourse ou la vie. — CADTM—Luc Pire—Syllepse—Cetim, Liège—Paris—Genève, 1998

## Статьи и интервью
- Э. Туссен, Д. Милле. Грязные дела Всемирного банка в Чаде (2005)  (рус.)
- Э. Туссен. Латинская Америка: ветер перемен (2008)  (рус.)
- Э. Туссен. Эквадор на распутье (2009)  (рус.)
- Э. Туссен. Проблемы Кубы (2010)  (рус.)
- Э. Туссен, Д. Муневар. Перемены, которые так и не произошли при Бараке Обаме (2011)  (рус.)
- Д. Мураторе, Э. Туссэн. «Восстание в Европе вполне возможно» (2011)  (рус.)
- Е. Туссен. «Якби Україна хотіла, то забрала б кошти олігархів з Кіпру» (2013)  (укр.)
- Э. Туссэн. Банкократия: от Венецианской Республики до Марио Драги и Голдман Сакс (2014)  (рус.)
- Э. Туссэн. Проблема национальных задолженностей стран юга и севера с 2000 по 2014 год (2014)  (рус.)
- Э. Туссен. Поддержка Всемирным Банком путча в Турции в 1980 году или как работают бреттон-вудские институты (2014)  (рус.)
- И. Бурдыга, Э. Туссен. Давайте пересчитаем: Бельгийский экономист — об аудите внешнего долга и радужных перспективах дефолта (2015)  (рус.)
- А. Нижник, Э. Туссен: «Сжигать банки бесполезно — их нужно социализировать» (2019)  (рус.)